# Llissa galta-roja
La llissa galta-roja, llissaura, llíssera, llissa galta-roig, galti-roig o galta-roig (Liza aurata) és un peix teleosti de la família dels mugílids i de l'ordre dels perciformes.

## Morfologia
- Pot arribar als 59 cm de llargària total.[3]
- El cos és allargat i de secció cilíndrica.
- El cap és curt amb la boca transversal.
- Els llavis són fins i llisos, sense papil·les.
- El maxil·lar es troba ocult pel preorbitari.
- La parpella adiposa és escarransida.
- L'espai jugular és ample.
- Les aletes pectorals són molt llargues.
- El dors és de color gris i els costats platejats on hi ha una sèrie de franges longitudinals fosques.
- Presenta una taca daurada a l'opercle.[4]

## Reproducció
Té lloc durant la tardor.

## Alimentació
Es nodreix de petits invertebrats, d'algues i de matèria orgànica.

## Hàbitat
És litoral de poca fondària principalment a fons fangosos i sorrencs fins als 10 m. També pot aparèixer en aigües salabroses i a l'interior de ports. No aguanta bé les variacions brusques de temperatura, per això prefereix la mar abans que els estuaris i albuferes, ja que en aquests indrets les variacions són brusques.

## Distribució geogràfica
Es troba a les costes de l'Atlàntic oriental (des d'Escòcia i Noruega fins a Cap Verd) i el Senegal, de la mar Mediterrània i de la mar Negra.

## Costums
És gregari i forma bancs que neden per superfície contra corrent. És eurihalí (resisteix variacions de salinitat).

## Espècies semblants
Hi ha altres llisses com la llíssera (Liza ramada) que és molt semblant i té una taca negra a la base de les pectorals, l'espai jugular ample i el preorbitari no tapa el maxil·lar. La llissa agut (Liza saliens) també és molt semblant i es diferencia per tindre l'espai jugular estret.